# Sénatorerie
Le Sénatorerie erano proprietà di grandi dimensioni distribuite da Napoleone Bonaparte ai membri del Senato conservatore in cambio della loro implicita obbedienza nei confronti del suo regime, sempre più monarchico. Sono state create dal Senatoconsulto con decreto del 14 nevoso anno XI (4 gennaio 1803).
Ad esempio Sieyès ricevette un grande territorio vicino a Cosne-sur-Loire.
Le Sénatorerie di L'Aia e Amburgo non sono mai state assegnate.

## Sénatorerie
Lista delle sénatorerie attribuite fra il 1803 ed il 1814:
- Jean Fabre de la Martillière ad Agen
- Joseph Fouché ad Aix-en-Provence
- Raphaël de Casabianca ad Ajaccio
- François Denis Tronchet (1803-1806) poi Claude de Beauharnais (1806-1814) ad Amiens
- Louis-Nicolas Lemercier ad Angers
- François Marie d'Aboville a Besançon
- Catherine-Dominique de Pérignon a Bordeaux
- Pierre Garnier de Laboissière (1804-1809) poi Charles-Louis Huguet de Sémonville (1809-1814) a Bourges
- Giuseppe Bonaparte (1803-1804) poi Nicolas-Louis François de Neufchâteau (1804-1814) a Bruxelles
- Pierre-Louis Roederer a Caen
- François Christophe Kellermann a Colmar
- Nicolas-Louis François de Neufchâteau (1804), trasferito a Bruxelles, poi Augustin de Lespinasse (1804-1814)
- Jean-Ignace Jacqueminot (1803-1813) poi Pierre Marie Barthélemy Ferino (1814) a Douai
- Pierre Marie Barthélemy Ferino (1808-1814), trasferito a Douai, poi Pierre Riel de Beurnonville (1814) a Firenze
- Jean Denis René de Lacroix de Chevrières a Genova
- André Joseph Abrial a Grenoble
- Gaspard Monge a Liegi
- Justin Bonaventure Morard de Galles (1804-1809) poi Germain Garnier (1810-1811), trasferito a Treviri, Pierre Riel de Beurnonville (1811-1814), trasferito a Firenze e vacante (1814) a Limoges
- Jean-Barthélemy Lecouteulx de Canteleu a Lione
- Charles Antoine Chasset a Metz
- Claude Louis Berthollet a Montpellier
- Nicolas Vimar à Nancy
- Louis-Thibaut Dubois-Dubais a Nîmes
- Roger Ducos a Orléans
- Bernard Germain de Lacépède a Parigi
- Augustin de Lespinasse (1804-1805), trasferito a Digione, poi Gilles Joseph Martin Bruneteau (1806-1814) a Pau
- Claude Henri de Belgrand de Vaubois a Poitiers
- Joseph Cornudet des Chaumettes a Rennes
- Jean Philippe Garran de Coulon a Riom
- Gabriel Marie Joseph d'Hédouville a Roma
- Antoine-Guillaume Rampon a Rouen
- Jean-Nicolas Démeunier (1803-1814) poi vacante (1814) a Tolosa
- Lucien Bonaparte (1803-1810), decaduto dalle funzioni senatoriali, poi Germain Garnier (1811-1814) a Treviri
- Louis Auguste Juvénal des Ursins d'Harville a Torino